# Balurghat
Balurghat (bengali বালুরঘাট) és una ciutat i municipi de l'Índia, a Bengala Occidental, capital del districte de South Dinajpur, situada a 25° 13′ N, 88° 46′ E / 25.22°N,88.77°E. La població al cens del 2001 és de 135.516 habitants.